# Miss littérature
Miss littérature est un concours créé au Bénin en 2016 par Carmen Toudonou dont l'objectif est de mettre en valeur les compétences intellectuelles des jeunes filles.

## Historique
Le concours est lancé en 2016, et est d'abord réservé aux jeunes béninoises. Il passe ensuite d'une fréquence annuelle à une fréquence biannuelle, et est ouvert aux autres jeunes filles africaines. L'édition de 2018-2019 se déroule à Cotonou et récompense une gagnante issue de la Côte d'Ivoire. La seconde édition sous ce format, en 2020-2021, est également organisée à Cotonou, et couronne une gagnante du Burkina Faso. La troisième édition, en Côte d'Ivoire, voit la victoire d'une lauréate béninoise. Les candidates sont des jeunes filles âgées de 18 à 24 ans,.

## Éditions successives
La finale de la deuxième édition, tenue le 22 juillet 2017 à Cotonou, est gagnée par Charenne Sossou.
L'édition de 2019 qui s'est tenue le 27 juillet au Benin Royal Hotel de Cotonou, a été remportée par l'ivoirienne Soro Yélé Aïcha,,.
La quatrième édition tenue le samedi 28 novembre 2020 est remportée par Inas Karimou.
L'édition de 2021 s'est déroulée du 24 au 25 juillet 2021 à Cotonou et a été remportée par la Burkinabè Zerbo Bitibaly Rose.
La cinquième édition s'est tenue le 23 décembre 2022, elle a été remportée par Ina Adéfounkè Karimou .
La sixième édition 2024 a été remportée par Solomé Kohoukbala le 28 décembre 2024.